# メアリー・メアリー
メアリー・メアリー (Mary Mary)とは、アメリカ合衆国の姉妹ゴスペルデュオである。
2000年にアルバム『Thankful』でデビュー。グループ名は、聖書の２人の有名なMary、イエスの母マリア、マグダラのマリアからひらめいたとのこと。これまでに、三度のグラミー賞受賞を持つ。

## 現在のメンバー
- エリカ・アトキンス・キャンベル (Erica Atkins Campbell)

1972年生まれ。
- トレシナ・ティナ・アトキンス・キャンベル (Trecina "Tina" Atkins Campbell)

1974年生まれ。

## 略歴
ゴスペル隊の指導者である母、牧師の父という両親の元、カリフォルニア州イングルウッドで育つ。その時、兄弟は、彼女たちを含めて全部で9人だった。
メジャーレーベルのコロムビア・レコードと契約を結び、2000年にデビュー。ソウル・R&B・ヒップホップなどの要素を取り込んだアーバン・コンテンポラリー・ゴスペルの先駆けとして、ゴスペルのファン以外の聴衆にも幅広い人気を獲得した。
姉エリカはドラマーのテディ・キャンベルと、妹ティナはメアリー・メアリーのプロデューサーであるウォーリン・キャンベルと結婚し、それぞれ4人と3人の子供がいる。夫同士に血縁関係はないが、姉妹は結婚後も同じ名字になった。

## ディスコグラフィ

### アルバム
| 発売日         | タイトル              | 販売レーベル | Billboard 200最高位 | セールス           |
| 2000年5月2日   | Thankful              | Columbia     | 59位                | 120万枚 (プラチナ) |
| 2002年7月16日  | Incredible            | Columbia     | 20位                | 50万枚 (ゴールド)  |
| 2005年7月19日  | Mary Mary             | Columbia     | 8位                 | 50万枚 (ゴールド)  |
| 2006年10月10日 | A Mary Mary Christmas | Columbia     | 148位               | -                  |
| 2008年9月30日  | The Sound             | Columbia     | 7位                 | -                  |
| 2011年3月29日  | Something Big         | Columbia     | 10位                | -                  |